# Santa Bárbara (kommun i Colombia, Antioquia, lat 5,87, long -75,58)
Santa Bárbara är en kommun i Colombia.   Den ligger i departementet Antioquía, i den centrala delen av landet, 220 km nordväst om huvudstaden Bogotá. Antalet invånare är 23 590. Arean är 491 kvadratkilometer.
Terrängen i Santa Bárbara är huvudsakligen bergig, men söderut är den kuperad.